# DSFDB
Die DSFDB (Abk. für Deutsche Spekulative Fiktion Datenbank) war ein Open-Source-Projekt, das sich in Anlehnung der ISFDB (Internet Speculative Fiction Database) mit dem Aufbau einer freien Datenbank zum Thema deutscher Science-Fiction-, Fantasy- und Horrorliteratur befasste.

## Inhalt und Geschichte
Die öffentlich zugänglichen und nach dem Wiki-Prinzip gesammelten Daten stehen unter der Public-Content-Lizenz.
Die Projektidee entstand im März 2003 als Forumsdiskussion bei SF-Fan.de und wurde nach längerer Vorbereitung und Diskussion im September 2003 als Domain dsfdb.org zur Ausführung gebracht. Seit diesem Zeitpunkt wurde das Projekt ständig erweitert und verfeinert. Mitte des Jahres war auch der Initiator des seit 2001 eingestellten Projektes SFHINX zur Gruppe gestoßen und übernahm die Entwicklung der Datenbankgrundlagen.
Das Entwicklerteam, welches sich in eine Datenbankgruppe, eine Webendgruppe und eine Datencontentgruppe teilte, erstellt eine Referenzdatenbank und ein zugehöriges Benutzerinterface für deutschsprachige Science-Fiction-, Fantasy- und Horrorliteratur, internationalem Film und Fernsehen und Hörspiel in Bezug auf Daten zu Urhebern (Autoren, Herausgeber, Regisseuren usw.) und deren Werken, Verlagen und deren Ausgaben bzw. Preise (Awards) und deren Ausrichtern, unter Berücksichtigung der Daten zugehöriger und thematisch ergänzender, anderssprachiger Literatur, Urhebern, Verlagen und Preisen (Awards).
Seit 2011 ist das Projekt nicht mehr aktiv nutzbar. Die ISFDB bietet jedoch mittlerweile die Möglichkeit nicht-englische Werke aufzunehmen und mit den originalsprachlichen Werken zu verknüpfen.

## Technik
Das Portal zur MySQL Datenbank wird unter der Open-Source-Software Mambo betrieben.
Die in der Datenbank aufgenommenen Daten stammen entweder aus den persönlichen Datensammlungen der Mitglieder von dsfdb.org, den durch das Webend von Benutzern eingegebenen Daten oder wurden bzw. werden dem Team von sogenannten Datenquellen zur Verfügung gestellt.
Sowohl der Source des Webends, als auch die Definition der Datenbank stehen unter der GNU General Public License. Die Daten sind unter einer dsfdb.org-eigenen Open-Content-Lizenz verwendbar.
Um den Missbrauch mit Dateneingaben zu begrenzen und die Qualität des Inhaltes möglichst hoch zu halten, werden die Daten bei dsfdb.org nicht direkt in den offiziellen Content eingegeben bzw. bearbeitet. Eingaben und Änderungen zum Content werden in eine sogenannte Importdatenbank eingebracht. Die in dieser enthaltenen Rohdaten werden durch Lektoren der Projektgruppe gesichtet, lektoriert, einer Plausibilitätsprüfung unterzogen und erst dann in den offiziellen Content des Webends übertragen. Die dazu erforderlichen Programme zur automatischen Prüfung der Eingaben bzw. zur Auffindung der zur manuellen Überprüfung vorgeschlagenen Datensätze und die Programme zum Merging der beiden Datenkontingente werden ebenfalls durch die Projektgruppe entworfen und programmiert. Dazu wird eine Delphi-Entwicklungsumgebung verwendet.

## Schwesterprojekte
DSFDB.org sollte auch als Initialprojekt für gleichartige Projekte mit anderen Sprachschwerpunkten in anderen Ländern dienen. Es war beabsichtigt und erwünscht, dass interessierte Science-Fiction-Fans die entwickelte Software diesbezüglich für eigene Projekte verwenden, weiterentwickeln, übersetzen und anpassen. Insbesondere der Aufbau von Datenbanken mit Science-Fiction-Literatur in anderen Sprachen als Deutsch wurde unterstützt.
Die ISFDB stieg im Jahr 2005 unter Einbeziehung der Community auf ein technisch vergleichbares System um.